# أترنوم
أترنوم (باللاتينية: Aternum) كانت مدينة رومانية قديمة تقع في موقع مدينة بيسكارا الحالية في إيطاليا. يُشار إليها أيضًا في بعض المصادر التاريخية باسم أوستيا أترني (Ostia Aterni)، نسبة إلى موقعها عند مصب نهر أترنوس (Aternus).

## الموقع والأهمية
كانت أترنوم على اتصال مباشر مع روما عبر طريق تيبورتينا (Via Tiburtina) وامتداده طريق فاليريا (Via Valeria)، مما جعلها نقطة حيوية في الربط بين العاصمة ومقاطعات الإمبراطورية الرومانية الشرقية. وكان ميناء المدينة نشطًا، يشمل سفنًا تجارية وسفن صيد، ويُعتقد أنه استُخدم أيضًا لأغراض عسكرية.

## المعالم الدينية والمعمارية
كان المعبد الرئيسي في أترنوم هو معبد جوفيس أترنيوم (Jovis Aternium)، المكرّس للإله جوبيتر، إله السماء في الديانة الرومانية. كما توجد آثار لمعابد أخرى مكرسة لآلهة رومانية وأخرى مصرية، مما يعكس التنوع الديني في المدينة خلال العهد الإمبراطوري.

## البنية التحتية
تشير بعض الروايات التاريخية إلى أن الإمبراطور تيبيريوس أمر ببناء جسر ضخم في أترنوم، لتعزيز البنية التحتية للمدينة وربطها بالمقاطعات الأخرى عبر النهر. ومع أن بقايا هذا الجسر لم تُكتشف بالكامل، إلا أن السجلات الرومانية تذكره ضمن المشاريع المعمارية الكبرى في زمنه.